# Sidvokodvo
Sidvokodvo – miasto w Eswatini, w dystrykcie Manzini, w inkhundli Manzini Południowe. Miasto w 2010 roku zamieszkiwało 1746 mieszkańców.